# George Finnegan
George Finnegan, född september 1881, död 28 februari 1913 i San Francisco, var en amerikansk boxare.
Finnegan blev olympisk mästare i flugvikt i boxning vid sommarspelen 1904 i Saint Louis.